# Gilbert Percy Whitley
Gilbert Percy Whitley (9 tháng 6 năm 1903 – 18 tháng 7 năm 1975) là một nhà ngư học người Anh nhưng đã chuyển đến sinh sống và làm việc tại Sydney (Úc). Ngoài ra, ông cũng có niềm đam mê với bộ môn côn trùng học và nhuyễn thể học.

## Tiểu sử
Gilbert Percy Whitley là con đầu lòng của ông Percy Nathan Whitley, một người thu mua vải, và bà Clara Minnie nee Moass; dưới ông còn hai người em gái là Vera và Pamela. Whitley theo học tại trường King Edward VI (Southampton) và sau đó là Osborne House (Hampshire). Vào năm 1921, ông cùng cha mẹ và hai em gái di cư đến Sydney (Úc).
Ngày 18 tháng 4 năm 1922, Whitley vào làm trợ lý cho Allan Riverstone McCulloch tại Bảo tàng Úc. Sau đó, ông theo ngành động vật học tại Trường Cao đẳng Kỹ thuật Sydney (1922) và Đại học Sydney (1924). Trong quãng thời gian còn là sinh viên, bản nghiên cứu được đầu tiên xuất bản của ông có tựa là "The Praying Mantis", được đăng trên tạp chí Australian Museum Magazine vào năm 1923. Khi McCulloch vắng mặt vì phải đi nghiên cứu thực địa, và sau đó là do bệnh tật, công việc của ông được giao lại cho Whitley. Sau khi McCulloch qua đời, vào ngày 2 tháng 10 năm 1925, Whitley được bổ nhiệm thay thế làm nhà ngư học, sau đó là Người chuyên trách Ngư học của bảo tàng Úc.
Từ năm 1942 đến năm 1946, Whitley được biệt phái đến Bộ Thủy sản của Hội đồng Nghiên cứu Khoa học và Công nghiệp (CSIR). Tại đây, ông thực hiện các cuộc khảo sát về nguồn cá ăn được.
Whitley là thành viên (1934) và 3 lần là chủ tịch (1940–1941, 1959–1960 và 1973–1974) của Hiệp hội Động vật học Hoàng gia New South Wales. Ông đã biên tập nhiều ấn phẩm của Hiệp hội từ năm 1947 đến năm 1971. Whitley cũng đã làm việc trong Hiệp hội Lịch sử Hoàng gia Úc và Hiệp hội Nhân chủng học New South Wales, đồng thời là thành viên của Ủy ban Rạn san hô Great Barrier. Whitley còn là Chủ tịch Hiệp hội Linnean của New South Wales (1963–1964) và Chủ tịch Hiệp hội Sinh học Cá Úc (1972). Whitley đã nghỉ hưu vào tháng 9 năm 1964 nhưng vẫn tiếp tục công việc nghiên cứu và các chuyến đi thực địa.
Whitley qua đời năm 1975 tại nhà riêng ở Mosman (New South Wales) và được hỏa táng. Ông không lập gia đình.

## Công trình nghiên cứu
Trong sự nghiệp của mình, Whitley đã xuất bản hơn 500 bản báo cáo và 5 quyển sách về chuyên ngành ngư học, từ những nghiên cứu về cá ngựa đến cá mập ở Úc, New Zealand, New Guinea và những hòn đảo ở Nam Thái Bình Dương. Không những vậy, ông đã cộng tác cùng A. Musgrave biên soạn quyển Bibliography of Australian Entomology 1775–1930 (1932).
Whitley đã mô tả hàng trăm chi và loài mới, cũng như nghiên cứu hầu hết các khía cạnh của các loài cá biển và cá nước ngọt của Úc, bao gồm sinh thái học và phân loại học. Sự phân loại của Whitley bộc lộ một chút gì đó về bản chất bất cần của ông: ít quan tâm đến các quy tắc về danh pháp. Điều này gây ra sự bất đồng giữa ông với các đồng nghiệp quốc tế trong nhiều lần.
Trong bản khảo sát về ngư học năm 1964, Whitley là tác giả của hơn 320 trong số 2447 danh sách loài được ghi nhận ở Úc.